# Dasycercus blythi
Dasycercus blythi is een buidelmuis uit het geslacht Dasycercus die voorkomt in de droge binnenlanden van Australië. De wetenschappelijke naam van de soort werd voor het eerst geldig gepubliceerd door Edgar Ravenswood Waite in 1904.

## Kenmerken
Dasycercus blythi is een middelgrote, seksueel dimorfe buidelmuis. Het lichaamsgewicht van vrouwen ligt tussen de 50 g en 90 g, terwijl mannetjes tussen de 75 g en 120 g wegen. Hun lichaamslengte is 12 tot 17 cm en de staartlengte is 6-10 cm.
Deze soort lijkt sterk op de kamstaartbuidelmuis (Dasycercus cristicauda), de andere soort van het geslacht, die waarschijnlijk ongeveer dezelfde verspreiding heeft en waar D. blythi tot 2005 toe werd gerekend, maar verschilt daar op een aantal punten van: uit de zwarte staartpunt steken geen losse haren, zodat de staart veel gladder is dan bij de kamstaart; de derde valse kies in de bovenkaak (P3) is afwezig; de vacht is wat minder rood dan die van cristicauda; en vrouwtjes hebben zes mammae, tegenover acht bij cristicauda.

## Taxonomie
Vanaf de jaren zeventig van de twintigste eeuw werd er slechts één soort erkend in het geslacht Dasycercus: Dasycercus cristicauda, waarvoor D. blythi en D. hillieri (Thomas, 1905) als synoniemen golden. Vanaf het midden van de jaren negentig werd uit fylogenetische gegevens duidelijk dat er sprake was van twee soorten, die aanvankelijk de namen cristicauda en hillieri kregen. Vergelijking van deze gegevens met morfologische verschillen binnen Dasycercus bevestigde het bestaan van twee soorten. De namen cristicauda, hillieri en blythi bleken echter gebruikt op een manier die niet in overeenstemming was met het geconserveerde typemateriaal. Woolley (2005) liet zien dat de naam hillieri was gebruikt voor wat in feite D. cristicauda was, terwijl die laatste naam was gebruikt voor wat nu D. blythi is. De naam hillieri geldt nu als junior synoniem van D. cristicauda en als misapplied name voor D. blythi. Beide soorten zijn in Australië bekend onder de naam "mulgara".
Dasycercus blythi · Kamstaartbuidelmuis (Dasycercus cristicauda)